# 杉並学院高等学校
杉並学院高等学校（すぎなみがくいんこうとうがっこう）は、東京都杉並区阿佐谷南二丁目に所在する私立高等学校。略称は「杉学（すぎがく）」。
かつては中高一貫教育を行なっており「杉並学院中学校」が併設されていたが、2020年に廃校となった。

## 沿革
- 1923年4月22日 - 「奥田裁縫女学校」が創立。初代校長は奥田艶子。当初の校舎は東京府小石川区大塚（現・東京都文京区大塚）。
- 1926年4月20日 - 現在の校舎が所在する豊多摩郡杉並町馬橋（現・東京都杉並区阿佐谷南）に移転。
- 1927年 - 寄宿寮を併設。
- 1939年 - 「財団法人 相愛学園」へ組織改称。
- 1940年11月11日 - 前田蓬へ譲渡し「前田高等家政女学校」を設立。
- 1946年4月1日 - 「前田高等女学校」へ改称。
- 1947年4月1日 - 学制改革で「菊華中学校・高等学校」。
- 1951年3月1日 - 私立学校法制定に伴い「学校法人 菊華学園」へ改組。
- 1955年 - 菊華中学校を募集停止、1958年に休校。
- 1995年 - 菊華中学校を再開。
- 2000年4月1日 - 男女共学化、校名を「杉並学院中学校・高等学校」に改称。
- 2008年 - 杉並学院同窓会が発足。菊華学園同窓会との合同窓会組織「菊華・杉並学院同窓会」が発足。
- 2015年 - 杉並学院中学校を募集停止。
- 2017年 - 杉並学院中学校を休校。
- 2020年9月25日 - 杉並学院中学校を廃校[1]。

## 校舎
2000年の共学化を機に大きく改築された。校舎はオレンジ・黄・青の3色に塗り分けられているが、この色合いとアトリウムは、南ヨーロッパの街の色と広場をイメージしたもので、阿佐谷南の街の人々が集う場所となるように願ったものである。
いち早く情報教育に力を入れていた為、校舎内全域に無線LANを張り巡らしている他、校内の主要施設にWebカメラを設置している。
また、情報教育の一環として、パソコン室の他にパソコンラウンジを設置(現在は図書ラウンジLILO)する等、生徒がパソコンに触れやすい環境を備えている。
屋上にはゴルフ練習場がある。

## 部活動
合唱部
前身の菊華高等学校時代より全日本合唱コンクールで何度か上位入賞を果たしている。伝統の女声合唱が主体だが、男子部員の増加により、2007年から混声合唱、男声合唱でもコンクールに出場するようになった。現在、NHK全国学校音楽コンクールでは混声合唱、全日本合唱コンクールでは女声合唱と男声合唱で出場している。以下は校名改称後の結果を記載する。
- NHK全国学校音楽コンクール全国コンクール
  - 第71回（2004年） - 優良賞（全国初出場）
  - 第73回（2006年） - 優良賞
  - 第74回（2007年） - 金賞（以降混声）
  - 第75回（2008年） - 銅賞
  - 第76回（2009年） - 金賞
  - 第77回（2010年） - 銀賞
  - 第82回（2015年)　- 銅賞
- 全日本合唱コンクール全国大会
  - 第54回（2001年） - 金賞・愛知県知事賞
  - 第56回（2003年） - 銅賞
  - 第57回（2004年） - 銀賞
  - 第58回（2005年） - 銀賞
  - 第60回（2007年） - 銅賞（女声）
  - 第61回（2008年） - 銀賞（男声）
  - 第62回（2009年） - 金賞・石川県知事賞（女声）
  - 第64回（2011年） - 金賞（男声）
  - 第65回（2012年） - 金賞（混声）

ゴルフ部
かつて石川遼や薗田峻輔が所属していた。
その他の部活動
- 運動部
  - 合気道部
  - 剣道部
  - 硬式テニス部
  - ゴルフ部
  - 柔道部
  - サッカー部（男子）
  - ソフトテニス部（女子）
  - ソフトボール部（女子）
  - 体操部
  - 卓球部
  - ダンス部
  - バスケットボール部
  - バトントワーリング部
  - バドミントン部
  - バレーボール部（女子）
  - ハンドボール部
- 文化部
  - イラスト・アニメーション部
  - 英語部
  - 演劇部
  - 科学部
  - 家庭科部
  - 華道部
  - 古典ギター部
  - 茶道部
  - 写真部
  - 書道部
  - 吹奏楽部
  - 筝曲部
  - 美術部
  - パソコン部
  - 軽音楽部
  - 文芸部
  - 放送部
- 同好会
  - クイズ研究同好会

## 教育課程
- 全日制課程
  - 普通科
    - 特別進学コース
      - 文系
      - 理系

    - 総合進学コース
      - 文系
      - 理系

## 交通
- 高円寺駅・阿佐ケ谷駅のほぼ中間で徒歩10分

## 関係者
学校関係者
- 山東昭子・錦織淳・島村宜伸 - 元理事長

出身者・卒業生
- 浅丘ルリ子 - 女優 / 菊華高校中退
- 天海祐希 - 女優 / 菊華高校卒
- 石川遼 - プロゴルファー
- 薗田峻輔 - プロゴルファー
- 伊藤誠道 - プロゴルファー